# Radom
Radom grad je u središnjoj Poljskoj u Mazovjeckom vojvodstvu

## Povijest
Izvorno naselje datira iz 8. i 9. stoljeća. Bilo je to rano srednjovjekovni grad u dolini rijeke Mleczne (otprilike na mjestu današnjeg Starog grada). Oko druge polovice 10. stoljeća, pretvoren je u utvrđeni grad koji se zvao Piotrówka.
Radom je osnovan 1340., ime mu dolazi od drevnog slavenskog imena Radomira i Radom znači grod (grad), koja pripada Radomiru. Grad je pripadao Vojvodstvu Sandomierz (dio Malopoljske) dijelu Kraljevine Poljske, kasnije Poljsko-Litavskoj Uniji. Važno je središte uprave, gdje je smještana kruna Vijeća, a gdje je potpisan Pakt Vilniusa i Radoma. U kraljevskom dvorcu u Radomu osnovan je Sejm.
Tijekom povijesti grad je bio dio Austrijskog Carstva (kao dio Zapadne Galicije), a tek 1918. postao je dio Poljske.
Do Drugog svjetskog rata, poput mnogih drugih gradova u međuratnoj Poljskoj, ima značajnu židovsku populacije. Prema ruskom popisu stanovništva iz 1897., od ukupne populacije od 28.700, Židovi činili 11.200 (~ 39% posto)

## Gradovi prijatelji
| - Banská Bystrica, Slovačka (od 2001.) - Daugavpils, Latvija - Gomelj, Bjelorusija - Ozjori, Rusija - Trabzon, Turska | - Stara Zagora, Bugarska - Ternopilj, Ukrajina - Talavera de la Reina, Španjolska - Magdeburg, Njemačka - Prilep, Sjeverna Makedonija |

## Galerija slika
- Jacek Malczewski Muzej
- Gradska vijećnica
- Crkva i samostan

## Vanjske poveznice
- Službene web stranice grada